# Мечеть Гаджи Бани
Мечеть Гаджи Бани (азерб. Hacı Bani məscidi) — мечеть XVI века, расположенная в исторической части города Баку, крепости Ичери-шехер.

## История и архитектура
Мечеть расположена в комплексе Дворца ширваншахов, в направлении спуска улицы. Судя по арабской надписи на китабе, была построена в XVI веке архитектором Гаджи Бани. Центральный план мечети купольный. Напротив входа расположен крупный сталактитовый михраб в несколько ярусов. Другая китабе сообщают дату ремонта мечети в 1320 году хиджры, что соответствует 1902/03 году.
В результате ремонта в начале XX века были проведены значительные работы по реконструкции. Были добавлены вестибюль и помещение для женщин (шабистан). Зал был вдвойне освещён посредством добавленных парных полуциркульных окон. По словам историка архитектруры Шамиля Фатуллаева, несмотря на то, что реконструкция велась в соответствии с европейскими традициями, интерьер и экстерьер сохранили стиль и мотивы традиционной национальной архитектуры.
После советской оккупации Азербайджана официально борьба с религией началась в 1928 году. В декабре того же года ЦК Компартии Азербайджана передал клубам многие мечети, церкви и синагоги для использования в образовательных целях. Если в 1917 году в Азербайджане было 3000 мечетей, то в 1927 году их было 1700, а в 1933 году — 17.
Расположенный на кубическом основании сложенный из камня конусообразный купол мечети схож с типичными апшеронскими куполами.
Молитвенный зал освещен благодаря двойным полукруглым окнам. В ходе реконструкции мечети внутри и снаружи были сохранены традиционные архитектурные стили и мотивы.Его выразительный силуэт, структура на кубическом фундаменте, каменный конусовидный купол апшеронского типа и красиво подчеркнутый угол в направлении вниз по улице отражают характерные черты местной архитектуры.
Согласно распоряжению Кабинета Министров Азербайджанской Республики об исторических и культурных памятниках мечеть Гаджи Бани является «памятником истории и культуры национального значения»

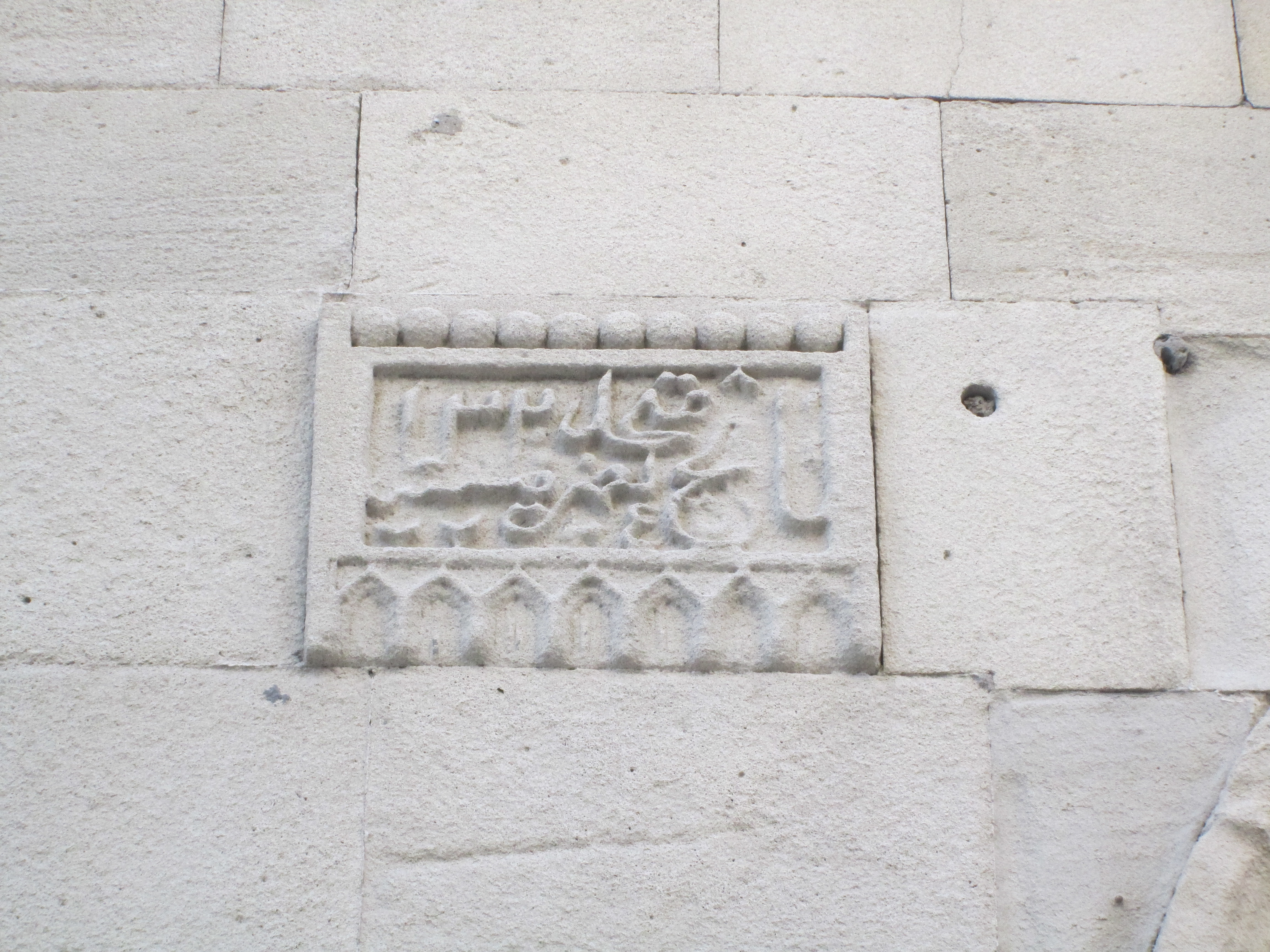
Китабе на стене мечети